# جوانا هالد
جوانا هالد (بالسويدية: Johanna Hald)‏ هي مخرجة وكاتبة سيناريو ومصورة ومخرجة سويدية، ولدت في 20 يوليو 1945 في ستوكهولم في السويد.

## وصلات خارجية
- جوانا هالد على موقع IMDb (الإنجليزية)
- جوانا هالد على موقع ميتاكريتيك (الإنجليزية)
- جوانا هالد على موقع روتن توميتوز (الإنجليزية)
- جوانا هالد على موقع أول موفي (الإنجليزية)
- جوانا هالد على موقع قاعدة بيانات الأفلام السويدية (السويدية)
- جوانا هالد على موقع قاعدة بيانات الفيلم (الإنجليزية)
- جوانا هالد على موقع كينوبويسك (الروسية)